# María de Guzmán y Zúñiga
María de Guzmán y Zúñiga, I marquesa de Eliche (Sevilla, 1609-Madrid, 30 de julio de 1626) fue una noble española conocida por ser hija del valido de Felipe IV, Gaspar de Guzmán, Conde-duque de Olivares.

## Biografía
Fue la única superviviente de los hijos del matrimonio formado por Gaspar de Guzmán, por aquel entonces conde de Olivares e Inés de Zúñiga, hija del Gaspar de Zúñiga y Acevedo, V conde de Monterrey.
En 1621, tras la muerte de Felipe III, su padre se convirtió en valido del nuevo monarca e hijo del anterior, Felipe IV. El 1 de enero de 1622,  María sería nombrada menina de Isabel de Borbón. Posteriormente, en agosto de 1624, tras haber cumplido los quince años, pasaría a ser dama de la reina. Durante esta etapa con puesto en la corte María participaría en distintos festejos y representaciones cortesanas. Le sería concedido el privilegio de sentarse en una almohada, reservado a mujeres grandes de España, mujeres de grandes de España o herederas de grandes.

En este mismo año se comenzó a tratar el tema de su matrimonio. Sobre su futuro marido escribió J. H. Elliot: 
Disfrazando con elegancia su pobreza, vivía en León un pariente remoto y desconocido, Ramiro Pérez de Guzmán, marqués de Toral, que fue llamado a la corte junto con su madre y su hermana.
El 30 de septiembre de 1624 la hermana de Ramiro, Isabel de Guzmán (1607-1640), contrajo matrimonio con Bernardino Fernández de Velasco y Tovar, condestable de Castilla, y el 10 de octubre de 1624 se firmaron las capitulaciones matrimoniales entre María y Ramiro, quién se identificaba como cabeza de la casa de Guzmán. De acuerdo con estas el nuevo matrimonio usaría el título de marqueses de Eliche, sus hijos llevarían el apellido Pérez de Guzmán y las armas de la casa de Olivares.
El 30 de enero de 1625 se efectuaría el matrimonio con su primo en el oratorio de la Reina del Real Alcázar de Madrid. Los novios dormirían esa misma noche en el propio Alcázar, lugar en el que vivían normalmente en aquel momento. Tras su enlace el matrimonio usaría el título de marqueses de Eliche.
Murió en el Real Alcázar de Madrid el 30 de julio de 1626, a los diecisiete años como consecuencia de un sobreparto. El día 2 había dado a luz una hija que murió al poco de nacer. Era la primogénita. La muerte de María afectó duramente a sus padres.
Fue enterrada en la iglesia del colegio dominico de Santo Tomás de Madrid, del que su padre era patrono.

### Inidividuales
1. ↑  Almansa y Mendoza, Andrés de (1886). Cartas de Andres de Almansa y Mendoza: Novedades de esta corte y avisos recibidos de otras partes, 1621-1626. Imprenta de Miguel Ginesta. p. 121. Consultado el 16 de marzo de 2023.
2. ↑  Franganillo Álvarez, 2015, p. 231.
3. 1 2  Elliot, 1998, p. 199.
4. ↑  Gascón de Torquemada, Gerónimo (1991). «Septiembre de 1626». Gaçeta y nuevas de la Corte de España desde el año 1600 en adelante. RAMHG. p. 202. ISBN 978-84-600-7855-5. Consultado el 17 de abril de 2022.
5. ↑  Martínez Hernández, Santiago. «Bernardino Fernández de Velasco y Tovar». Diccionario biográfico español.
6. ↑  Gascón de Torquemada, Gerónimo (1991). «Septiembre de 1625». Gaçeta y nuevas de la Corte de España desde el año 1600 en adelante. RAMHG. pp. 211-212. ISBN 978-84-600-7855-5. Consultado el 17 de abril de 2022.
7. ↑  Gascón de Torquemada, Gerónimo (1991). «Julio de 1626». Gaçeta y nuevas de la Corte de España desde el año 1600 en adelante. RAMHG. pp. 248-249. ISBN 978-84-600-7855-5. Consultado el 17 de abril de 2022.
8. ↑  Gascón de Torquemada, Gerónimo (1991). «Julio de 1626». Gaçeta y nuevas de la Corte de España desde el año 1600 en adelante. RAMHG. p. 247. ISBN 978-84-600-7855-5. Consultado el 17 de abril de 2022.
9. ↑  Pozzo, Cassiano dal (2004). «(Madrid, 1 de agosto)». El diario del viaje a España del Cardenal Francesco Barberini. Doce Calles. p. 291. ISBN 84-9744-026-9. Wikidata Q112289317.
10. ↑  Pozzo, Cassiano dal (2004). «(Madrid, 30 de julio)». El diario del viaje a España del Cardenal Francesco Barberini. Doce Calles. pp. 286-289. ISBN 84-9744-026-9. Wikidata Q112289317.